# 王少春
王少春（1892年6月11日—1955年4月19日），原名宫乔岩，安徽芜湖人。中央人民政府情报总署副署长。第二届全国政协委员。

## 生平
早年留学日本，归国后参加“二次革命”。1919年开始在芜湖圣雅阁中学（今芜湖市第十一中学）任教。李克农、阿英就读于该校，得以相识，五卅运动时共同发起组织“芜湖国民外交后援会”。1924年王稼祥就读于该校，与其相识。1925年9月10日，张恺帆等500多退出教会中学的学生到特意创办的芜湖民生中学就读。李克农任事务主任，宫乔岩为首任校长。阿英、章慕陶、莫英等为教员。1927年“清党”时，被陈调元的安徽当局逮捕，经各界全力营救获释。加入中国共产党，并由组织安排转往上海工作。
1950年任中央人民政府情报总署副署长。
1952年9月以后因病离休。

## 家人
妻子 钱德海，是阿英的二姐。